# Santa Magdalena de Sanaüja
Santa Magdalena de Sanaüja és una església del municipi de Sanaüja (Segarra) inclosa en l'Inventari del Patrimoni Arquitectònic de Catalunya.

## Descripció

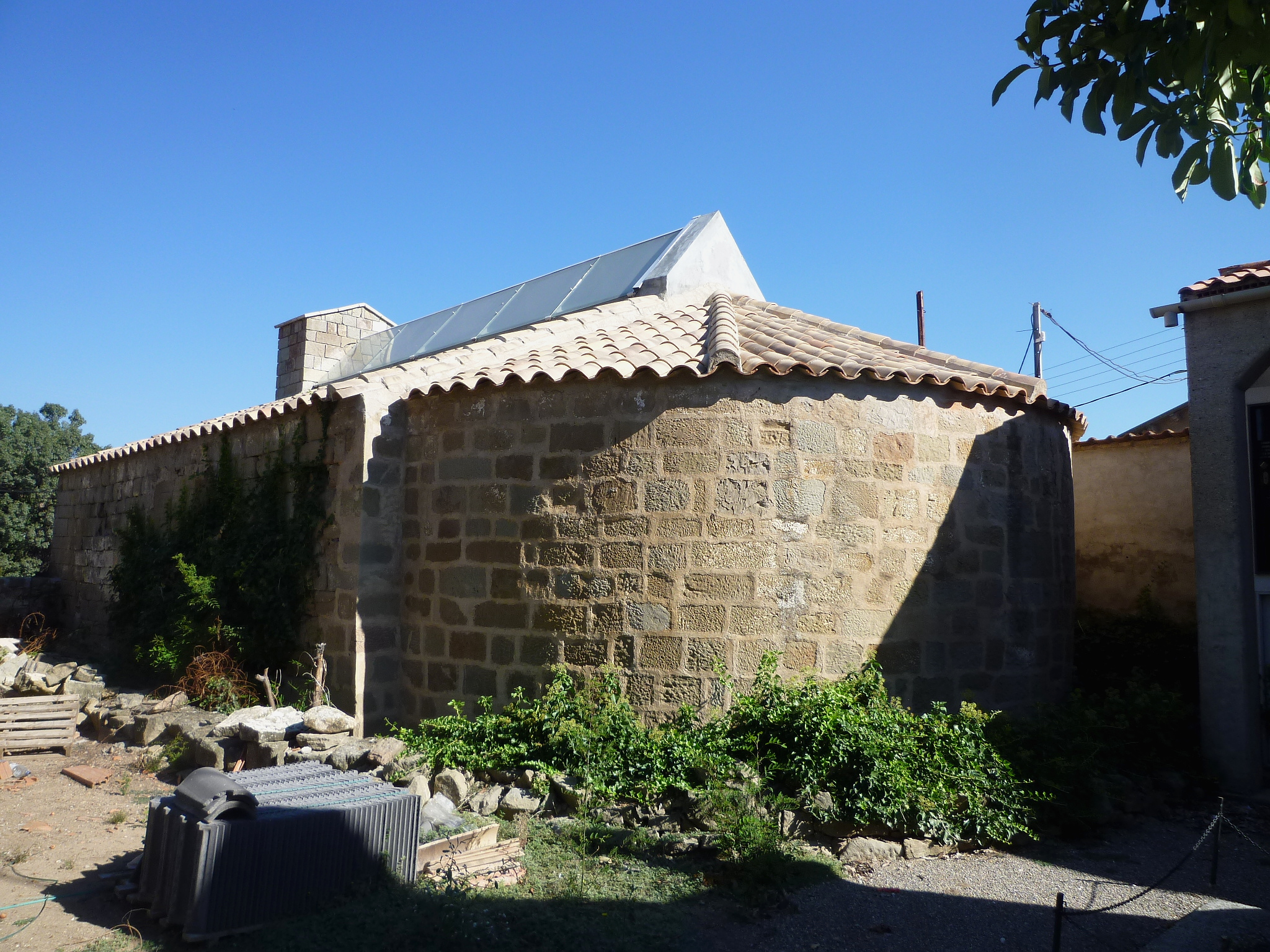
Absis

És una capella situada a un dels extrems del Cementiri de Sanaüja, a l'entrada del poble, de planta rectangular i una sola nau, coberta a dues aigües, absis semicircular i realitzada amb carreus regulars rejuntats amb argamassa.
A la façana principal hi trobem la portalada principal de grans dimensions formada per un arc de mig punt adovellat, sobre la qual anteriorment hi havia una fornícula per albergar la figura d'un sant. A la part inferior de la façana est destaca una obertura rectangular emmarcada amb carreus i tapiada posteriorment. Originàriament aquesta capella tenia un petit campanar d'espadanya d'un sol ull i a acabat en forma triangular al capdamunt de la façana principal.

## Història
La primera referència documental que tenim d'aquesta capella, data de l'any 1758 a causa d'una visita pastoral del bisbe d'Urgell. Tot i això, sembla que els seus orígens cal buscar-los al segle xii, època en què les capelles sota aquesta advocació solien ser un lloc de refugi per persones que patien malalties contagioses.